# Andrey Kuznetsov
Andrey Ivanovich Kuznetsov (em russo:  Андрей Иванович Кузнецов; Poltava, 23 de abril de 1966 — Chieti, 30 de dezembro de 1994) foi um jogador de voleibol da Rússia que competiu pela União Soviética nos Jogos Olímpicos de 1988 e pela Equipe Unificada nas Olimpíadas de 1992.
Em 1988, ele fez parte do time soviético que conquistou a medalha de prata no torneio olímpico, no qual atuou em todas as sete partidas. Quatro anos depois, ele participou de oito confrontos e terminou na sétima colocação com a equipe unificada na competição olímpica de 1992.